# 21711 Wilfredwong
21711 Wilfredwong è un asteroide della fascia principale. Scoperto nel 1999, presenta un'orbita caratterizzata da un semiasse maggiore pari a 2,4692977 UA e da un'eccentricità di 0,1722868, inclinata di 11,41321° rispetto all'eclittica.